# Goldbauchbülbül
Der Goldbauchbülbül (Phyllastrephus poliocephalus, Syn.: Xenocichla poliocephala) ist eine Vogelart aus der Familie der Bülbüls (Pycnonotidae).

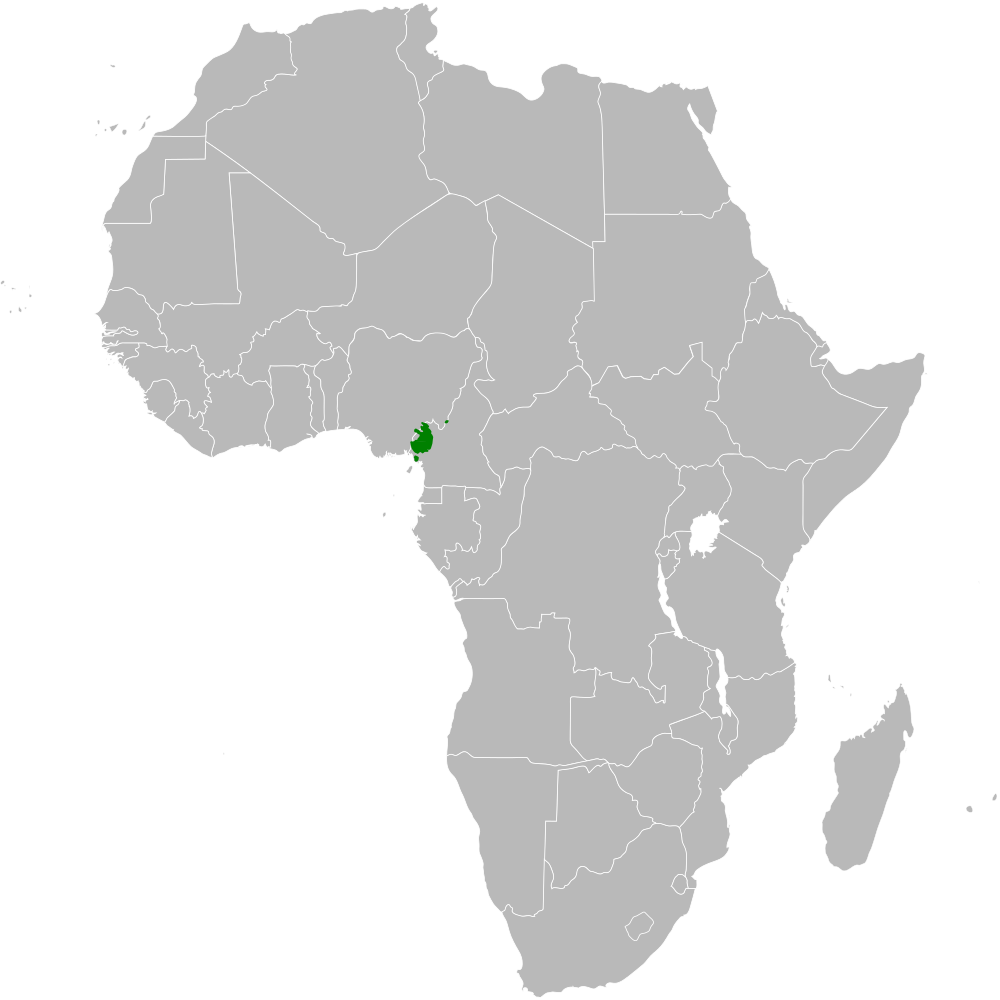
Verbreitungsraum des Goldbauchbülbüls

Der Vogel kommt im äußersten Südosten Nigerias auf dem Obudu-Plateau und in den Bergen Westkameruns vor.
Der Lebensraum umfasst tropischen oder subtropischen reifen Bergwald von 500 bis 1800, seltener bis 2000 m Höhe.
Der Artzusatz kommt von altgriechisch πολιός polios, deutsch ‚grau‘ und altgriechisch κέφαλος kephalos, deutsch ‚Kopf‘.

## Merkmale
Die Art ist 20–23 cm groß, das Männchen wiegt 54–65, das Weibchen etwa 28 g. Der Vogel ist damit der größte Bülbül im Kameruner Bergwald. Kennzeichen sind: weiße Kehle, hell gelbe Unterseite. Kopfoberseite, Gesicht seitlich und Nacken sind grau, dazu ein undeutlicher blasser Zügel und ein schmaler unauffälliger weißer Augenring. Der Mantel ist grau-grün, auf dem Rücken und den Schultern in Grün übergehend. Bürzel und Oberschwanzdecken sind heller grün, die Flügeldecken sind oliv-braun, die Flugfedern gelb-oliv, der Schwanz ist oliv-braun mit grüner Berandung und schmalen gelben Spitzen mit Ausnahme der beiden mittleren Federn. Die Kehle ist weiß, die Unterseite einschließlich der Unterschwanzdecken ist hellgelb. Die Iris ist dunkelbraun, graubraun oder grau, der Schnabel ist oben grau oder schwärzlich, unten blasser bis gelblich, blass hornfarben an den Rändern und der Spitze. Die Beine sind grau. Die Geschlechter unterscheiden sich nicht, nur ist das Weibchen im Mittel kleiner.
Verwechselt werden kann der Vogel mit dem Bergwaldbülbül (Arizelocichla tephrolaemus), der aber eine graue Kehle hat und insgesamt matter und unten olivgelb gefärbt ist.
Die Art ist monotypisch.

## Stimme
Der Ruf des Männchens wird als lautes, scharfes, wiederholtes „churp“, „tyow“ und schnelles „churp-p-p“ oder „chrititit“ beschrieben, ähnlich den Rufen des Gelbstreifenbülbüls (Phyllastrephus flavostriatus).

## Lebensweise
Die Nahrung besteht hauptsächlich aus Insekten, die üblicherweise in kleinen, lärmigen Gruppen, gerne auch in gemischten Jagdgemeinschaften gesucht werden in Wipfeln und mittlerer Baumhöhe.
Die Brutzeit liegt in Kamerun im April.

## Gefährdungssituation
Der Bestand gilt als „nicht gefährdet“ (Least Concern).